# Wakacje z Madonną
Wakacje z Madonną – polski telewizyjny film fabularny (obyczajowy) w reżyserii Jerzego Kołodziejczyka. Jest to pierwszy film, do którego scenariusz napisała Ilona Łepkowska. Premiera miała miejsce 10 stycznia 1985.
Akcja zlokalizowana jest w Starym Sączu, gdzie film został także zrealizowany w 1983.

## Obsada
- Krzysztof Kiersznowski – Robert
- Marta Klubowicz – Danka Galińska
- Andrzej Zieliński – Jurek
- Marta Stebnicka – matka Jurka
- Maria Stokowska – Jadwiga Kostrzewska
- Ryszard Sobolewski – proboszcz
- Jerzy Kołodziejczyk – kościelny
- Lidia Bienias
- Ewa Leśniak

## Fabuła

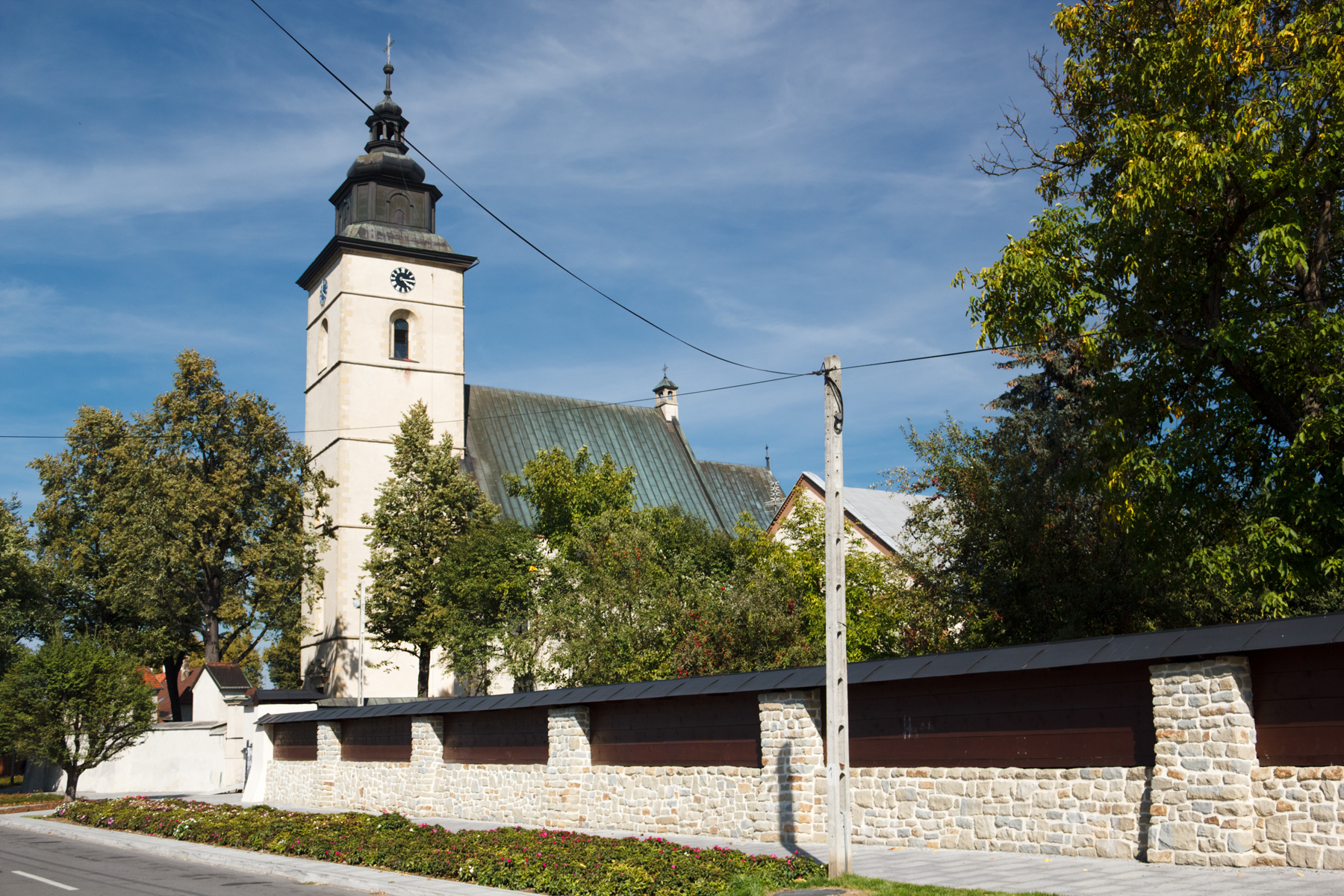
Starosądecki kościół, wokół którego toczy się akcja filmu

Rzeźbiarz Robert spotyka na plaży w Dziwnowie Dankę, która po nieudanych egzaminach wstępnych na anglistykę samotnie spędza wakacje. Razem jadą do Starego Sącza, gdzie Robert ma przeprowadzić renowację barokowej rzeźby Madonny. Znajdującej się na dziedzińcu kościoła rzeźbie Robert ma m.in. odtworzyć brakującą głowę. Para zatrzymuje się w zabudowaniach przykościelnych i podaje się za małżeństwo, żeby nie budzić zgorszenia. Tymczasem Robert ma w Warszawie dziewczynę – Krystynę, do której dzwoni regularnie z poczty i która przysyła mu listy na poste restante. Robert przeżywa męki twórcze; nie wie, jakie rysy twarzy nadać rzeźbie. Jurek, miejscowy kilkunastoletni chłopak pada ofiarą zauroczenia Danką. Pewnego dnia pijany Jurek w miejscowej knajpie podcina sobie żyły stłuczoną butelką. Zostaje uratowany przed śmiercią i wraca do domu. Jego matka informuje Dankę, że zrobił to z miłości do niej. Prosi, by dziewczyna odwiedziła go i przekonała, że uczucie do mężatki nie ma sensu. Jednocześnie ostrzega ją, że jako pracownica poczty wielokrotnie słyszała, jak Robert dzwonił do innej kobiety i odbierał listy od kobiety. Danka wyjawia Jurkowi, że w rzeczywistości nie jest zamężna z Robertem. W małym mieście wieści rozchodzą się szybko. Dankę odwiedzają miejscowe kobiety i żądają, by opuściła miasteczko, ponieważ sieje zgorszenie. W końcu dopuszczają się rękoczynów wobec niej. Robert zrywa z Krystyną i kończy rzeźbę. Danka z Robertem opuszczają miasteczko i jadą razem do Warszawy. Okazuje się, że rzeźba otrzymała rysy twarzy Danki i miejscowi będą do takiej rzeźby się modlić.